# Павлоградська загальноосвітня школа № 1
Ліцей 1 Павлоградськоі міської ради україномовний навчальний заклад І-III ступенів акредитації у місті Павлоград Дніпропетровської області.

## Загальні дані
Павлоградська загальноосвітня школа I—III ступенів № 1 розташована за адресою: вул. Озерна 59, місто Павлоград (Дніпропетровська область)—51400, Україна.
Директор закладу — Майборода Світлана Валеріївна .
Мова викладання — українська.

## Історія
Історія Павлоградської середньої школи №1 своїм корінням сягає в глибоку давнину. Ми знаємо, що приміщення школи в минулому було класичною гімназією з вивченням латинської і грецької мов. Побудована гімназія була в кінці XIX століття інженером-будівельником Красновим. Гімназія знаходилась по вулиці Дворянській, нині вулиці Ганни Світличної. Після революції з 1920 по 1979 рік – це українська середня школа №1, а з 1984 року в цьому приміщенні знаходиться Палац творчості дітей та юнацтва. Першого вересня 1979 року по вулиці Озерній, 59 в новій типовій споруді за проєктом 224-1-117 на 1125 учнівських місць була відкрита середня школа №1. 
В гімназії і в середній школі №1 вчилися люди, які своїми іменами прославили Вітчизну: 
Борис Євгенович Захава народився у Павлограді  25 травня 1896 року. Борис Захава був народним артистом СРСР, лауреатом Державної премії СРСР, доктором мистецтвознавства, професором. 
Андрій Журавльов народився 20 вересня 1914 року,  в 2003 році А. Журавльову присвоєно звання «Почесний громадянин Павлограда». 
Віктор Георгійович Карцев народився 1 жовтня 1950 р. Віктор Карцев - багатократний учасник Міжнародних наукових конгресів, конференцій, симпозіумів.Більше 80 наукових робіт, 20 спеціальних досліджень - такий результат копіткої, напруженої і цілеспрямованої праці ученого. Зараз Віктор Карцев має звання професора. 
Кирющенко Олексій Адольфович народився 3 серпня 1964 року в м. Харкові. Дитинство пройшло в м. Павлограді. 1971 року вступив до першого класу ЗОШ №2, а потім перейшов до ЗОШ №1. Поставив такі спектаклі: «Бумеранг», «Чонкін», «Барські забави», «Шулери», «Місце, схоже на рай», «Школа наречених», «Чеховські водевілі», «Адам і Єва», «Казки вченого кота», «Ми потрапили в пастку», «Гравець», оперне шоу на Червоній площі до 200-річчя з дня народження О.С. Пушкіна, 10-й бал Олександра Малініна. Є режисером популярного серіалу «Моя прекрасна няня».

## Сучасність
У цей час педагогами ЗШ №1 працюють 9 її випускників. За роки своєї роботи в післявоєнний період школа випустила 9 тисяч учнів і серед них 78 медалістів. Середня школа №1 з 1990-1991 навчального року є україномовною. З 1995-1996 року розпочалося впровадження елементів модульно-розвиваючої системи. У 1996-1997 році вперше в місті Павлограді був випущений клас із поглибленим вивченням фізики і математики. З 1999 року школа працює за експериментальною комплексною програмою розвитку дітей "Росток".